# Pinkwashing

Il rosa è stato dagli anni '70 un colore associato con l'attivismo LGBT.

Pinkwashing è una parola formata dalla crasi tra "pink", rosa, e "whitewashing", imbiancare o nascondere. Questa parola è stata usata per la prima volta da un'associazione per la lotta del cancro al seno per identificare le aziende che fingevano di sostenere le persone malate di cancro al seno, guadagnando dalla loro malattia. Sovente indica, in senso più ampio, il promuovere un prodotto o un ente attraverso un apparente atteggiamento di apertura nei confronti dell'emancipazione femminile o del mondo gay, anche se, in tal caso, una simile tecnica può essere identificata con un termine più specifico, rainbow washing.

## Storia
Il termine, agganciandosi alle dinamiche e alle critiche tipiche del greenwashing, nasce sulla scia del greenwashing stesso e, come già accennato, è stato utilizzato per la prima volta per indicare campagne pubblicitarie ed azioni di marketing che si ponevano in prima linea nella lotta del cancro al seno, proponendo i cosiddetti prodotti contrassegnati dal fiocchetto rosa. Il concetto di pinkwashing nacque come critica, cercando di sfatare quanto tali azioni fossero mosse da effettivi interessi scientifici e quanto esse, invece, non fossero promosse allo scopo di catturare l'attenzione dei consumatori che, condividendo tale attività di ricerca, finivano col preferire i prodotti contrassegnati dal fiocchetto rosa determinandone un successo in termini di vendite.

## Marketing
Il neologismo pinkwashing deriva dal termine greenwashing che, nell'ambito del marketing, sta ad identificare una strategia preponente prodotti e tecniche pubblicitarie incentrate sul rispetto dell'ambiente, allo scopo di fare preferire i propri prodotti a quelli dei concorrenti, accattivandosi la simpatia di un consumatore sempre più sensibile alle dinamiche ecologiste. Così come il greenwashing, anche il pinkwashing punta a far diminuire l'attenzione sugli eventuali difetti del prodotto, ammaliando l'acquirente con prodotti contrassegnati dal fiocchetto rosa (simbolo della lotta al tumore al seno) o proponendo, più in generale, articoli che sensibilizzino i potenziali consumatori sul tema dell'emancipazione femminile.
Talvolta, si parla di pinkwashing anche nel caso in cui si voglia fare diminuire l'attenzione sugli eventuali difetti del prodotto, proponendolo tramite una visione gay-friendly che possa risultare accattivante per il pubblico. L'utilizzo della vita gay, utilizzata senza stereotipi, al fine di promuovere un prodotto indirizzato a consumatori open-minded viene talvolta indicata col termine più specifico di rainbow washing, considerando il pinkwashing più incentrato sulla sola dinamica della emancipazione femminile. Ad ogni modo, nella comunità LGBT, il termine pinkwashing è spesso utilizzato per descrivere una varietà di marketing che ha lo scopo di promuovere un prodotto o un ente attraverso un atteggiamento gay-friendly. Ciò specialmente attraverso la politica, le manifestazioni, gli eventi. In questi casi, il termine pinkwashing diventa sinonimo di rainbow washing.
Al pari delle altre frontiere del marketing internazionale (greenwashing, rainbow washing), il pinkwashing può essere sfruttato solo laddove è stato raggiunto un adeguato senso civico di rispetto per le minoranze. Il pinkwashing fa leva su un diffuso senso civile di carattere inclusivo e può influenzare, in contesti socialmente sviluppati, le leve del marketing mix, soprattutto la leva del prodotto e la leva pubblicitaria. Anche la leva del prezzo e della distribuzione possono rimanerne coinvolte, seppur in maniera minore.

## Immigrazione
Nel 2013 la Human Rights Campaign ha ufficialmente approvato una riforma globale sull'immigrazione e si è impegnata ad aiutare gli immigrati affinché questi possano vivere nel benessere e in tranquillità, ricevendo asilo o la cittadinanza. Il sostegno è stato dato dopo alcuni giorni da un incidente, in cui ad un immigrante attivista omosessuale è stato impedito dalla HRC di discutere il suo stato legale al raduno della Corte Suprema, maltrattamento per il quale l'associazione ha in seguito posto le sue scuse. The Huffington Post ha definito questo comportamento come pinkwashing, "per far sembrare la riforma per gli immigrati pro-gay in modo tale da garantirsi l'appoggio della comunità LGBT al fine di mascherare i numerosi lati negativi della legislazione" – come quello di trovare soldi per i rinforzi, la deportazione, e l'ulteriore militarizzazione degli Stati Uniti.